# Glaphyronyx kinangopinus
Glaphyronyx kinangopinus är en skalbaggsart som beskrevs av Louis Burgeon 1946. Glaphyronyx kinangopinus ingår i släktet Glaphyronyx och familjen Cetoniidae. Inga underarter finns listade i Catalogue of Life.